# ۱۴۵۱۱ نیکل
سیارک ۱۴۵۱۱ (به انگلیسی: 14511 Nickel، نامگذاری:1996EU3) چهارده هزار و پانصد و یازدهمین سیارک کشف شده‌است که در ۱۱ مارس ۱۹۹۶ کشف شد.
قدر مطلق سیارک برابر ۲۱.۴ است.